# Batismus
Batismus je ekonomický systém, který založil Tomáš Baťa a který je inspirovaný fordismem a taylorismem. Batismus stojí nejen na dosažení maximální produktivity, ale také na samostatnosti a zodpovědnosti každého dělníka. Baťa vytvořil systém samosprávy, kde každá dílna měla své vlastní vyúčtování výdajů a zisků, ze kterých měli zaměstnanci podíl. Toto bylo velkou motivací pro zaměstnance, protože svou výkonností přímo ovlivňovali své zisky. Batismus také zahrnuje zajištění základních životních potřeb za minimální ceny pro zaměstnance (jídelna, prádelna, domky a byty k pronájmu).